# LOFAR
LOFAR (Low Frequency Array, lit. en català Array de Baixa Freqüència) és un radiotelescopi utilitzat en astronomia. És un ambiciós projecte consistent en construir un array interferomètric distribuït al llarg d'Països Baixos, nord d'Alemanya i sud d'Anglaterra, amb una àrea efectiva total de fins a 1 quilòmetre quadrat.
La missió del LOFAR consisteix a sondejar l'univers amb freqüències de ràdio des # 10-240 MHz amb més resolució i sensibilitat que altres sondejos anteriors, com el 7C i el 8C, i els sondejos del Very Large Array (VLA) i el Giant Meterwave Ràdio Telescope (GMRT).
El 26 d'abril de 2005, un superordinador IBM Blue General-L va ser instal·lat al centre matemàtic de la Universitat de Groningen per a processar les dades produïdes pel LOFAR. Aquest supercomputador es va convertir en el més poderós d'Europa a la llista TOP500.